# 45. ročník udílení Filmových cen Britské akademie
45. ročník udílení Filmových cen Britské akademie se konal v roce 1992. Ocenění se předávalo nejlepším filmům a dokumentům britským i mezinárodním, které se promítaly v britských kinech v roce 1991.

## Vítězové a nominovaní
Tučně jsou označeni vítězové.
| Nejlepší film | Nejlepší režisér |
| --- | --- |
| The Commitments - Tanec s vlky - Thelma a Louise - Mlčení jehňátek                                                                                       | The Commitments – Alan Parker - Tanec s vlky – Kevin Costner - Mlčení jehňátek – Jonathan Demme - Thelma a Louise – Ridley Scott                                                                                                |
| Nejlepší herec v hlavní roli | Nejlepší herečka v hlavní roli |
| Anthony Hopkins – Mlčení jehňátek - Kevin Costner – Tanec s vlky - Alan Rickman – Opravdově, šíleně, hluboce - Gérard Depardieu – Cyrano z Bergeracu     | Jodie Foster – Mlčení jehňátek - Geena Davis – Thelma a Louise - Susan Sarandon – Thelma a Louise - Juliet Stevenson – Opravdově, šíleně, hluboce                                                                               |
| Nejlepší herec ve vedlejší roli | Nejlepší herečka ve vedlejší roli |
| Alan Rickman – Robin Hood: Král zbojníků - Andrew Strong – The Commitments - Derek Jacobi – Znovu po smrti - Alan Bates – Hamlet                         | Kate Nelligan – Frankie a Johnny - Amanda Plummer – Král rybář - Annette Bening – Švindlíři - Julie Waltersová – Stepping Out                                                                                                   |
| Nejlepší původní scénář | Nejlepší adaptovaný scénář |
| Opravdově, šíleně, hluboce – Anthony Minghella - Thelma a Louise – Callie Khouri - Zelená karta – Peter Weir - Král rybář – Richard LaGravenese          | The Commitments – Dick Clement, Ian La Frenais a Roddy Doyle - Cyrano z Bergeracu – Jean-Paul Rappeneau, Jean-Claude Carrière - Tanec s vlky – Michael Blake - Mlčení jehňátek – Ted Tally                                      |
| Nejlepší kamera | |
| Cyrano z Bergeracu – Pierre L'Homme - Mlčení jehňátek – Tak Fujimoto - Thelma a Louise – Adrian Biddle - Tanec s vlky – Dean Semler                      | |
| Nejlepší původní hudba | Nejlepší zvuk |
| Cyrano z Bergeracu – Jean-Claude Petit - Thelma a Louise – Hans Zimmer - Mlčení jehňátek – Howard Shore - Tanec s vlky – John Barry                      | Terminátor 2: Den zúčtování - The Commitments - Mlčení jehňátek - Tanec s vlky |
| Nejlepší produkční design | Nejlepší speciální efekty |
| Střihoruký Edward – Bo Welch - Cyrano z Bergeracu – Ezio Frigerio - Terminátor 2: Den zúčtování – Joseph Nemec II - Addamsova rodina – Richard MacDonald | Terminátor 2: Den zúčtování - Prosperovy knihy - Střihoruký Edward - Oheň |
| Nejlepší kostýmní design | Nejlepší masky |
| Cyrano z Bergeracu – Franca Squarciapino - Valmont – Theodor Pištěk - Robin Hood: Král zbojníků – John Bloomfield - Střihoruký Edward – Colleen Atwood   | Cyrano z Bergeracu – Jean-Pierre Eychenne a Michele Burke - Střihoruký Edward – Ve Neill - Tanec s vlky – Frank Carrisosa - Addamsova rodina – Fern Buchner, Katherine James, Kevin Haney                                       |
| Nejlepší střih | Nejlepší cizojazyčný film |
| The Commitments – Gerry Hambling - Mlčení jehňátek – Craig McKay - Tanec s vlky – Neil Travis - Thelma a Louise – Thom Noble                             | Hrozná holka – Michael Verhoeven - Cyrano z Bergeracu – Rene Cleitman, Michel Seydoux a Jean-Paul Rappeneau - Toto hrdina – Pierre Drouot, Dany Geys a Jaco Van Dormael - Manžel kadeřnice – Thierry de Ganay a Patrice Leconte |